# 300: Początek imperium
300: Początek imperium (ang.: 300: Rise of an Empire) – amerykański film akcji z 2014 roku w reżyserii Noama Murro, filmowa adaptacja komiksu Franka Millera pt.: „Xerxes”.
Premiera filmu odbyła się 5 marca 2014 r.

## Fabuła
Film skupia się na wydarzeniach, które doprowadziły do bitwy pod Salaminą. Ateński dowódca Temistokles musi zjednoczyć Grecję, aby oprzeć się najazdowi Persji.

## Obsada
- Sullivan Stapleton jako Temistokles
- Eva Green jako Artemizja
- Rodrigo Santoro jako król Kserkses I
- Lena Headey jako królowa Gorgo
- Hans Matheson jako Aesyklos
- Callan Mulvey jako Scyllias
- Andrew Tiernan jako Efialtes
- David Wenham jako Dilios
- Jack O’Connell jako Calisto
- Yigal Naor jako król Dariusz
- Andrew Pleavin jako Daxos
- Ashraf Barhom jako generał Bandari